# Partit Social Nacionalista Sirià
El Partit Social Nacionalista Sirià (PSNS) (àrab: الحزب السوري القومي الاجتماعي, al-Ḥizb as-Sūrī al-Qawmī al-Ijtimāʿī; també conegut per les sigles en anglès SSNP) és un partit polític laïcista i nacionalista sirià que busca la formació de la Gran Síria, que comprèn aproximadament, els actuals estats de Síria, Líban, Jordània, Israel i els territoris palestins. A Síria, és el segon partit polític més important i amb més militants. Al Líban forma part de l'Aliança del 8 de Març, on també s'hi troba Hesbol·là.

## Emblema
L'emblema del partit fou dissenyat per un estudiant de la Universitat Americana de Beirut durant l'etapa clandestina del partit, abans que les activitats del partit fossin descobertes per les autoritats franceses. És una combinació de la mitja lluna islàmica i la creu cristiana, formant un cicló (زوبعة, zawbaʿa) amb quatre braços, cada un dels quals representa un dels quatre principis del partit: llibertat, deure, disciplina i poder.
La bandera és un fons negre, que representa els dies de dominació sota l'Imperi Otomà. En el seu centre apareix un cercle blanc i, dins d'ell, un cicló vermell que representa la sang dels màrtirs per la llibertat, ja fossin musulmans o cristians, alliberant el país de la dominació.

## Norma Abu Hassan
Una de les seves militants armades més famoses fou Norma Abu Hassan, una mestra d'escola cristiana de 26 anys, que se suïcidà el 17 de juliol de 1986, quan feu detonar la càrrega explosiva del cotxe BMW que conduïa, al seu pas per un control de l'exèrcit israelià a la localitat libanesa de Jezzine. L'explosió causà ferides en set civils, destrosses en dos cotxes i desperfectes en diversos establiments.

## Resultats electorals

### Consell del Poble de Síria
| Any                                  | Diputats | +/- | Pos. |
| ------------------------------------ | -------- | --- | ---- |
| 1953                                 | 1 / 82   | Nou | 3r   |
| 1954                                 | 2 / 142  | 1   | 6è   |
| Prohibició del partit a Síria (1955) |          |     |      |
| 2007                                 | 2 / 250  | Nou | 9è   |
| 2012                                 | 4 / 250  | 2   | 5è   |
| 2016                                 | 7 / 250  | 3   | 3r   |
| 2020                                 | 3 / 250  | 4   | 3r   |

### Parlament del Líban
| Any                                   | Diputats | +/- |
| ------------------------------------- | -------- | --- |
| 1957                                  | 1 / 66   | Nou |
| Prohibició del partit al Líban (1961) |          |     |
| 1972                                  | 0 / 100  | Nou |
| Guerra civil libanesa                 |          |     |
| 1992                                  | 6 / 128  | 6   |
| 1996                                  | 5 / 128  | 1   |
| 2000                                  | 4 / 128  | 1   |
| 2005                                  | 2 / 128  | 2   |
| 2009                                  | 2 / 128  | =   |
| 2018                                  | 3 / 128  | 1   |
| 2022                                  | 0 / 128  | 3   |